# John Eliot
John Eliot (1604—21 de mayo de 1690) fue un misionero puritano entre los Indígenas de América que algunos llamaban "el apóstol a los indios" y fundador de Roxbury Latin School en la Provincia de la bahía de Massachusetts en 1645. En 1660 completó la tarea de traducir la Biblia Elliot de los indios a la lengua de los indios de Massachusett, con más de dos mil ejemplares terminados. 

## Educación y ministerio en Massachusetts
John Eliot nació en Widford, Hertfordshire, Inglaterra y vivió de niño en Nazeing.
Estudió en Jesus College (Cambridge). Al graduarse de la universidad, fue asistente de Thomas Hooker en un colegio privado en Little Baddow, Essex. Cuando Hooker huyó a Holanda, Eliot emigró a Boston, Massachusetts, consiguiendo pasaje como capellán en el barco Lyon. Llegó el 3 de noviembre de 1631. Eliot se hizo ministro y "instructor mayor" en la First Church en Roxbury.
De 1637 a 1638 Eliot participó en los juicios civiles y religiosos de Anne Hutchinson durante la controversia antinomiana. Eliot desaprobó de las perspectivas y acciones de Hutchinson, y era uno de los dos ministros que representan Roxbury en el proceedings cuál dirigió a su excommunication y exilio. En 1645, Eliot fundó el Roxbury Escuela latina. Él y otros ministros  Thomas Weld (también de Roxbury), Thomas Mayhew deMartha's Vineyard, y Richard Mather de Dorchester, se nombran como editores de abonado con editar el Bay Psalm Book, el primer libro publicado en las colonias norteamericanas británicas (1640). Entre 1649 y 1674, Samuel Danforth asistió Eliot en su ministerio de Roxbury.

### Roxbury y Dorchester, Massachusetts
Hay muchas conexiones entre las ciudades de Roxbury y Dorchester y John Eliot. Después de trabajar brevemente como pastor en Boston como el substituto para Señor John Wilson en primera sociedad de iglesia de Boston, John Eliot se estableció en Roxbury con otros puritanos de Essex, Inglaterra. Era el maestro en First Church en Roxbury por sesenta años y era el único pastor allí para cuarenta años.
Por los primeros cuarenta años en Roxbury, Eliot predicó en la casa de reunión, colocada en Meetinghouse Hill, que media 20 pies por 30 pies y tenía techo de paja y paredes enlucidas. Eliot fundó la Roxbury Escuela de Gramática y trabajó duro para mantenerla próspera y relevante. A veces Eliot también predicaba en la iglesia Dorchester porque le dieron tierra dado en Dorchester para uso en sus esfuerzos misioneros. En 1649  regalo la mitad de una donación que recibió de parte de un hombre en Londres al director de Dorchester.

### Uso de la lengua Massachusett
Lenguaje era la barrera principal en predicar a los indígenas. Gestos y inglés simplificado se usaba para el comercio pero no era suficiente para dar un sermón. John Eliot empezó a estudiar el Massachusett o Wampanoag, el lenguaje de los indígenas locales. Eliot consultó un joven llamado "Cockenoe" para ayuda con esta tarea. Cockenoe fue capturado en el Pequot Guerra de 1637 y era un criado de un inglés llamado Richard Collicott. John Eliot dijo, "era el primero que  use para enseñarme palabras, y para ser mi intérprete." Cockenoe no podía escribir pero podía hablar Massachusett e inglés. Con su ayuda, Eliot pudo traducir los Diez Mandamientos, Padre nuestro,  y otras escrituras y oraciones.
La primera vez que Eliot intentó predicar a indijenas (dirigido por Cutshamekin) en 1646 en Dorchester, fallo y dijo que ellos, "no le prestaron atención, pero estaban cansados y despreciaron lo que dije." La segunda vez que predicó a los indios era en el wigwam de Waban cerca de Watertown que después fue llamado Nonantum, y ahora Newton, MA. John Eliot no fue el primer misionero Puritano a intentar convertir los indijenas al cristianismo pero él era el primero a producir publicaciones impresas para los indígenas Algonquian en su lengua nativa.
Esto era importante porque los poblamientos de "indios rezando" podrían ser proporcionados con otros predicadores y maestros para continuar el trabajo que John Eliot empezó. Al traducir sermones al lenguaje Massachusett, John Eliot ofreció entendiendo de cristianismo y un entendiendo de lengua escrita a los indígenas. No tenían su propio alfabeto escrito equivalente  y dependían principalmente en lengua hablada y lenguaje pictórico.

## Carrera misionera

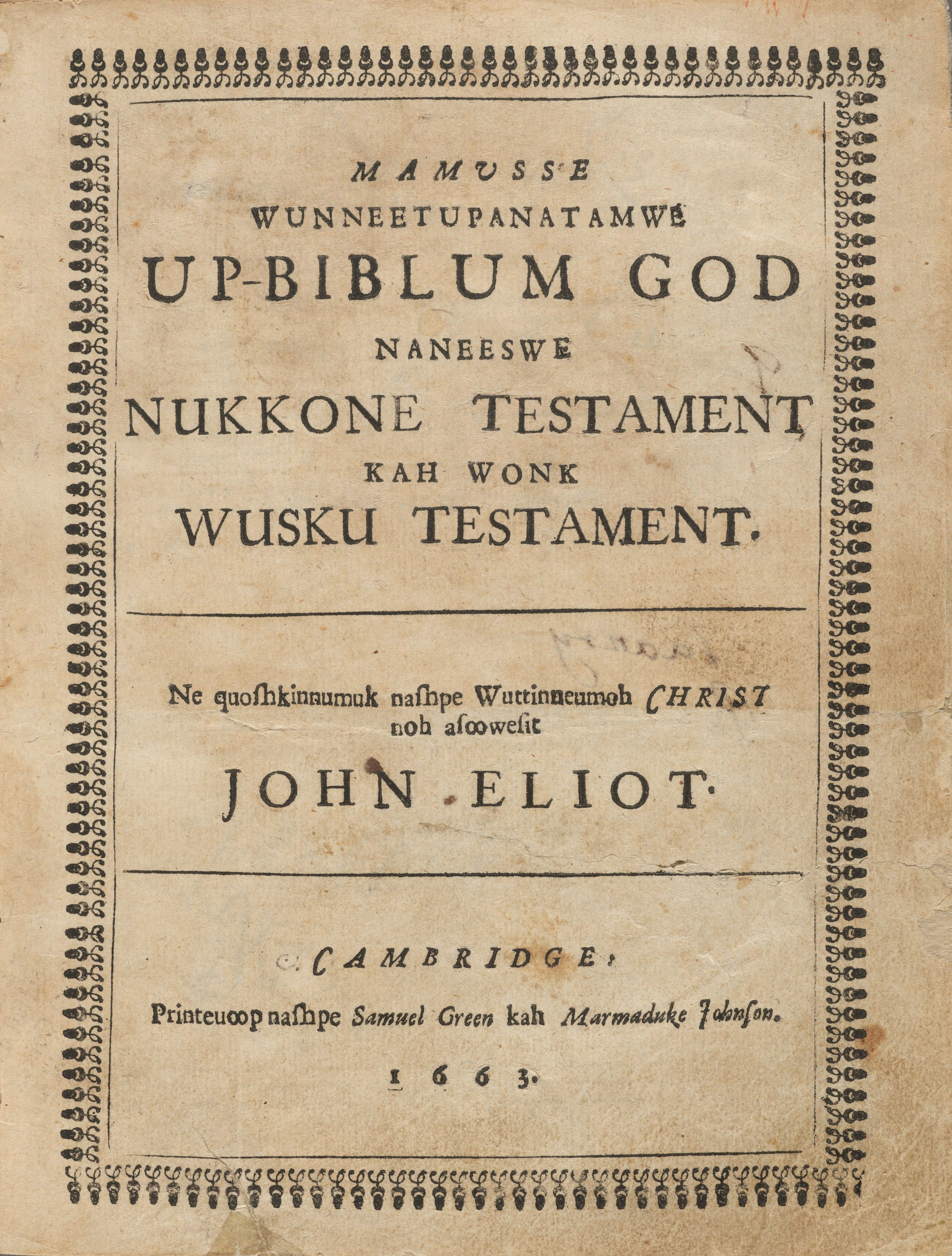
Primera Biblia imprimida en Nuevo Mundo, 1663

Una parte importante del ministerio de Eliot se enfocaba en la conversión de los Massachusett y otros indígenas Algonquian. Como resultado, Eliot tradujo la Biblia al lenguaje Massachusett y la publicó en 1663 con el título Mamusse Wunneetupanatamwe Up-Biblum God. Era la primera biblia completa impresa en el hemisferio oeste; Stephen Daye imprimió 1.000 copias en la primera imprenta en las colonias americanas.
En 1666, Eliot publicó "La Gramática India Empezada", otra vez tratando la lengua Massachusett. Como misionero, Eliot se esforzó a consolidar los indígenas Algonquian en ciudades planificadas, así animándolos a recrear una sociedad cristiana. A un punto, había 14 ciudades de "Indios Orantes", el mejor documentado siendo el de Natick, Massachusetts. Otras ciudades de indios orantes incluyeron: Littleton (Nashoba), Lowell (Wamesit, inicialmente incorporado como parte de Chelmsford), Grafton (Hassanamessit), Marlborough (Okommakamesit), una porción de Hopkinton que ahora es la Ciudad de Ashland (Makunkokoag), Lado (Punkapoag), y Mendon-Uxbridge (Wacentug).
En 1662, Eliot presenció la firma de la escritura de Mendon con indígenas Nipmuck para "Plantación Squinshepauk". Las buenas intenciones de Eliot se ven en su participación en el caso legal, La Ciudad de Dedham v. Los indios de Natick, el cual trato con una disputa de frontera. Además de contestar las quejas de Dedham punto por punto, Eliot declaró que el propósito de la colonia era para beneficiar la gente Algonquian.
Ciudades de indígenas orantes también fueron establecidas por otros misioneros, incluyendo el presbiteriano Samson Occom, quien era de origen Mohegan. Todas ciudades de indígenas orantes padecieron de disrupción durante la Guerra del Rey Felipe (1675), y por la mayor parte perdieron su estatus especial como comunidades autónomas a lo largo de los siglos XVIII y XIX, y en algunos casos fueron pagados para mudarse a Wisconsin y otras áreas en el oeste.
Eliot también escribió The Christian Commonwealth: or, The Civil Policy of the Rising Kingdom of Jesus Christ, que es considerado el primer libro de política escrita por un americano, y el primer libro prohibido por una unidad gubernamental norteamericana. Escrito en la década de 1640, y publicado en Inglaterra en 1659, propuso un nuevo modelo de gobierno civil basado en el sistema que  Eliot instituyo entre los indios convertidos, el cual estuvo basado en el gobierno Moisés uso entre los Israelites en la naturaleza (Éxodo 18).
Eliot afirmó que "Cristo es el único Heredero correcto de la Corona de Inglaterra," y pidió una teocracia en Inglaterra y en todo el mundo. La accesión al trono de Charles II de Inglaterra hizo que el libro en una vergüenza para la colonia de Massachusetts. En 1661 el Tribunal General obligó a Eliot a emitir una retractación pública y una disculpa, prohibió el libro y ordenó que todas las  copias se destruyeran.
En 1709 una edición especial de la biblia Massachusett fue escrita con Experience Mayhew y Thomas Prince con las palabras indígenas en una columna y las palabras en inglés en la columna opuesta. La versión de la Biblia Massachusett de 1709 también es conocida como la Massachusett Psalter. La edición de 1709 está basada en la Biblia Geneva, como la Eliot Indian Bible.

## Familia
John Eliot se casó con Hanna Mumford en septiembre de 1632, la primera entrada en los registros "Matrimonios de los Habitantes de Roxbury". Tuvieron seis niños, cinco hijos y una hija. Su hija Hannah Eliot se casó con Habbakuk Glover . Su hijo, John Eliot, Jr., era el primer pastor de la Primera Iglesia de Cristo en Newton. Otro hijo, Joseph Eliot, se convirtió en pastor en Guilford (Connecticut) y después tuvo un hijo Jared Eliot, un destacado escritor agrícolo y pastor. La hermana de John Eliot, Mary Eliot, se casó con Edward Payson, el fundador de la familia Payson  en América, y tatara abuelo de padre Edward Payson.

## Muerte
Eliot murió en 1690, a los 85 años, y sus últimas palabras eran " bienvenida alegría!" Sus descendientes formaron una parte de la familia Boston Brahmin.

## Legado
Natick lo recuerda con un monumento en las tierras de la Biblioteca Bacon Free. La escuela John Eliot Primaria en Needham (Massachusetts), fundada en 1956, está nombrado en honor de él. El calendario litúrgico de la Iglesia Episcopal (EE. UU.) recuerda Eliot el 21 de mayo con un día festivo. Cotton Mather se refirió a la carrera misionera de Eliot como el epítome de los ideales de Puritanismo de Inglaterra Nueva. William Carey consideró Eliot junto al Apóstol Paul y David Brainerd (1718–47) como "héroes canonizados" y "encendedores" en su revolucionario libro Una Consulta a la Obligación de Cristianos para Utilizar Medios para la Conversión de los Paganos (1792).
En 1689, donó 75 acres de terreno para apoyar la Escuela Eliot en lo que era entonces el distrito Jamaica Plain y ahora es una vecindad histórica de Boston. Dos otros Puritanos habían regalado tierra para construir la escuela en 1676, pero estudiantes requerían apoyo. La donación de Eliot requirió que la escuela aceptara estudiantes negros e indígenas sin prejuicio, algo muy inusual en ese tiempo. La escuela permanece cerca de su ubicación original, y sigue admitiendo a estudiantes de todas etnias e incluye aprendizaje para toda la vida.
La ciudad de Eliot (Maine) que estaba en Massachusetts durante su incorporación está nombrada en honor de John Eliot.

## Obras
- trans., The Book of Genesis, 1655
- trans., The Psalter, 1658.
- The Christian Commonwealth: or The Civil Policy Of The Rising Kingdom of Jesus Christ, 1659
- A Christian Covenanting Confession, 1660.
- trans., Wusku Wuttestamentum Nullordumun Jesus Christ (New Testament), 1661.
- trans., Mamvsse Wunneetupanatamwe Up-Biblum God (The Holy Bible containing the Old Testament and the New), 1663, rev. ed. 1685.
- The Indian Grammar Begun, 1666.
- Brief Narrative of the Progress of the Gospel amongst the Indians in New England, in the Year, 1670
- The Logic Primer, 1672.
- The Harmony of the Gospels in the holy History of the Humiliation and Sufferings of Jesus Christ, from his Incarnation to his Death and Burial, 1678.
- Nehtuhpeh peisses ut mayut, A Primer on the Language of the Algonquian Indians, 1684.